# اگولو، کاش
اگولو، کاش (به لاتین: Agullu, Kaş) یک  Köy  در ترکیه است که در استان آنتالیا واقع شده‌است.